# Церковь Святого царя Константина и царицы Елены (Белград)
Церковь Святого царя Константина и царицы Елены (серб. Црква Светог цара Константина и царице Јелене, также Вождовачка црква) — церковь в Белграде в общине Вождовац.

## История

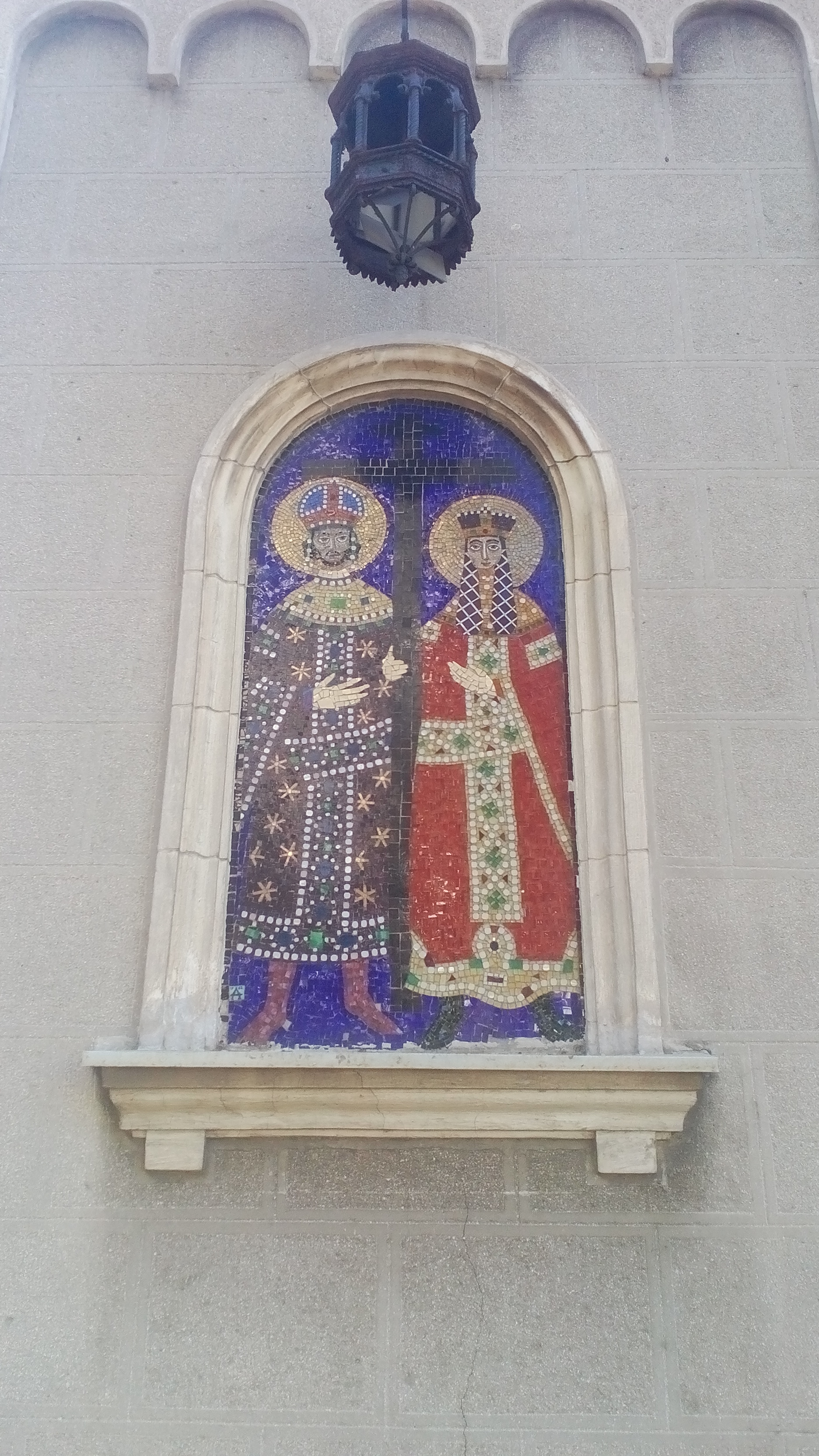
Мозаичное панно над входом

Храм был построен, после некоторой задержки в связи с выбором строительной площадки, в 1911 году. В результате Балканских войн и последующей Первой мировой войны, он был разграблен, один колокол сброшен, его крыша угрожала обрушиться. 
Реставрацию церкви вел архитектор Драгомир Тадич. Позже она была расписана академическим сербским художником Миличем Станковичем. Мозаичное панно с изображением Константина и Елены на западной части храма было выполнено Antonio Orsoni из Венеции, на восточной части — Драгославом Петровичем из Вождовца.
Сербский патриарх Герман, посетив Святую Землю во время Страстной недели и Пасхи в 1959 году, пожертвовал храму частичку Святого Креста.
Роспись приходского дома была выполнена в год 100-летия храма художником-рестовратором Воиславом Луковичем.

Роспись Милича Станковича